# Wojciech Marian Jaworski
Wojciech Marian Jaworski – polski naukowiec.

## Biografia
Urodził się w 1927 r. w Warszawie; rodzice: Konstancja i Edward; był najmłodszy z rodzeństwa: Teodeozja, Antoni i Stanisław; żona Anna (z d. Williams).
Okres II wojny światowej spędził na wsi mimo wieku pracując w cegielni, nie mógł normalnie uczyć się, ale dzięki wrodzonym zdolnościom po wojnie w 2 lata nadrobił zaległości i zdał maturę. Z jego klasy w warszawskiej szkole podstawowej wszyscy zginęli w powstaniu warszawskim.
W Politechnice Warszawskiej uzyskał tytuł zawodowy magistra inżyniera. Następnie poświęcił się pracy naukowej. Specjalizował się w zagadnieniach zastosowań informatyki w zarządzaniu przedsiębiorstwem.
Był jednym z pionierów polskiej informatyki, kierował przedsięwzięciem sprowadzenia do Polski komputera Elliott 803b dla Instytutu Elektrotechniki, którym kierował, a który początkowo działał w ramach Politechniki Warszawskiej, a następnie został wydzielony (obecnie Sieć Badawcza Łukasiewicz – Instytut Elektrotechniki).
Był ekspertem Ministerstwa Przemysłu Ciężkiego, Krajowej Komisji Planowania oraz Państwowego Komitetu Informatyki.
W 1969 roku został skierowany do USA na staż naukowy w uniwersytetach w Rhode Island i Buffalo, potem otrzymał katedrę profesora informatyki i inżynierii na Uniwersytecie Concordia w Montrealu (Kanada).
Jest autorem unikatowego system notacji o nazwie jMaps do reprezentowania wiedzy w 3 wymiarach.
Na emeryturze udzielał się w Północnoamerykańskim Ośrodku Studiów Polskich.
Zmarł w Williamstown (Ontario, Kanada) 29.05.2015 r.